# Samariscus macrognathus
Samariscus macrognathus är en fiskart som beskrevs av Fowler, 1934. Samariscus macrognathus ingår i släktet Samariscus och familjen Samaridae. Inga underarter finns listade i Catalogue of Life.